# Grantsburg
Grantsburg est un village du comté de Burnett, dans l'État du Wisconsin, aux États-Unis. En 2020, il comptait une population de 1 330 habitants.